# Прапор Святого Давида
Прапор Святого Давида — (англ. Flag of Saint David, валл. Baner Dewi Sant) — національний символ Уельсу, являє собою чорне прямокутне полотнище із золотим прямим (Георгіївським) хрестом. Прапор Святого Давида використовувався як альтернатива прапору Уельсу з червоним валлійським драконом, поряд з прапорами Святого Георгія, Святого Андрія і Святого Патрика, використовуваних для представлення Англії, Шотландії і Ірландії відповідно.
Існує думка, що чорний і золотий кольори символізують так зване чорне золото — вугілля, один з основних промислових ресурсів Уельсу аж до кінця XX століття. Також ці кольори пов'язують з гербовим прапором Святого Давида Валлійського (на святкування дня цього святого люди виходять на вулиці в чорних національних валлійських капелюхах з приколеними до них блідо-жовтими квітками нарциса — національним символом Уельсу)

## Історія прапора

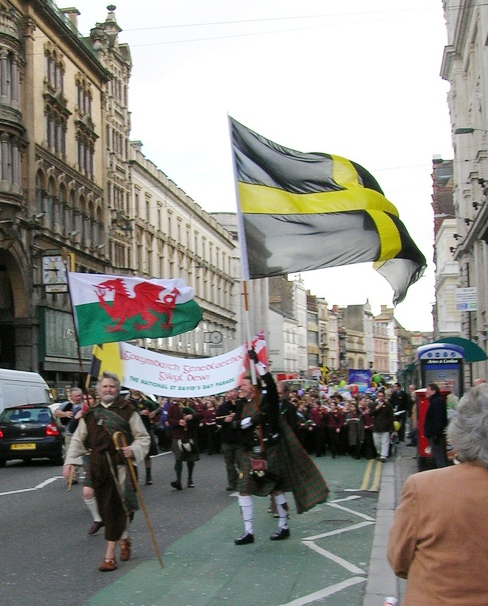
Святкова хода на день св. Давида, вул. Св. Марії, Кардіфф, 2007 рік.

За однією з версій вважається, що прапор був розроблений для англіканської церкви в Уельсі
Кольори прапора (чорний і золотий) найчастіше асоціюються з Святим Давидом валлійська (хай і не завжди у формі симетричного хреста). Так, заснований у 1822 у Коледж Сент-Девідз (сьогодні Уельський університет в Лампетер), прийняв ці кольори як кольори коледжу в 1888у. Зараз прапор Святого Давида прикрашає головний корпус університетського кампуса.
Під час Другої світової війни, прапор Святого Давида був використаний як символ 38-й валлійської піхотної дивізії.
Зараз нерідко прапор Святого Давида використовується в спортивній символіці . Так він був присутній на всіх емблемах валлійського регбіліг клубу «Кельтські хрестоносці» (англ. Celtic Crusaders або Crusaders Rugby League, від валл. Croesgadwyr Rygbi'r Gynghrair). У період з 2007 по 2008 ріки прапор Святого Давида був використаний в символіці футбольного клуба Кардіфф Сіті.
1 березня, в день святкування дня св. Давида, прапор використовується для прикрас фасадів будівель і під час парадного ходу.